# Furipterus horrens
La furia del Brasile (Furipterus horrens Cuvier, 1828) è un pipistrello della famiglia dei furipteridi, unica specie del genere Furipterus (Bonaparte, 1837), diffuso nell'America centrale e meridionale.

## Descrizione

### Dimensioni
Pipistrello di piccole dimensioni, con la lunghezza della testa e del corpo tra 33 e 39 mm, la lunghezza dell'avambraccio tra 33 e 37 mm, la lunghezza della coda fino tra 21 e 27 mm, la lunghezza del piede tra 7 e 9 mm, la lunghezza delle orecchie tra 8 e 12 mm e un peso fino a 4 g.

### Caratteristiche craniche e dentarie
Il cranio è corto, circa la metà della scatola cranica, la quale è molto grande, alta con la regione frontale quasi verticale. Gli incisivi superiori sono accoppiati, con l'esterno leggermente più piccolo dell'interno. Gli incisivi inferiori sono trifidi. I canini superiori sono piccoli.
Sono caratterizzati dalla seguente formula dentaria:

### Aspetto
La pelliccia è soffice. Le parti dorsali sono grigio-bluastre, cosparse di alcuni peli con la punta bruno-grigiastra. Il mento ha dei riflessi bruno-rossastri. Le parti ventrali sono grigio-biancastre. Il muso è leggermente schiacciato e rivolto all'insù. Le orecchie sono corte, a forma di imbuto, rivolte in avanti e con un trago piccolo, largo e triangolare. Gli occhi sono piccoli e nascosti nella pelliccia. Le vibrisse sono poste sui lati del muso. Il pollice è notevolmente ridotto, incluso interamente nella membrana alare tranne il piccolo artiglio non funzionale. L'uropatagio è molto grande, profondo come la lunghezza della testa e del corpo e quando è ripiegato raggiunge abbondantemente i piedi. La parte ventrale è finemente ricoperta di piccoli peli. La lunga coda è interamente inclusa in quest'ultimo, mentre il calcar è lungo circa quanto la tibia. Le membrane alari sono marroni scure e traslucide, ricoperte di striature trasversali e attaccate posteriormente all'altezza dei tarsi delle dita dei piedi. Gli arti sono lunghi, con il femore lungo come la tibia. Le femmine sono più grandi dei maschi. Il cariotipo è 2n=34 FN=62.

## Biologia

### Comportamento
Forma gruppi fino a 60 individui all'interno di alberi cavi, di grotte e nei crepacci. L'attività predatoria inizia al crepuscolo, sebbene fuoriescono dai rifugi al calare del buio. Il suo volo è lento ed ondeggiante.

### Alimentazione
Si nutre di insetti, particolarmente di lepidotteri.

### Riproduzione
Femmine gravide sono state osservate a settembre mentre altre in allattamento sono state osservate in gennaio, nei primi di febbraio e in aprile. Danno alla luce un piccolo alla volta. I giovani, durante l'allattamento, assumono un'insolita posizione con la testa all'insù, probabilmente a causa della disposizione addominale delle mammelle.

## Distribuzione e habitat
Questa specie è diffusa nella Costa Rica centrale, Panama meridionale e nell'America meridionale dalla Colombia, Venezuela, Guyana, Guyana francese, Suriname, Perù centro-orientale, fino al Brasile settentrionale, centrale e orientale. Si trova anche sull'isola di Trinidad.
Vive nelle foreste pluviali di pianura.

## Conservazione
La IUCN Red List, considerato il vasto areale, sebbene sia raramente catturato a causa delle difficoltà di stabilirne i comportamenti, classifica F.horrens come specie a rischio minimo (Least Concern)).